# Arycanda orthostela
Arycanda orthostela là một loài bướm đêm trong họ Geometridae.